# Rudolf IV. Osnivač
Rudolf IV. (Beč, 1. studenoga 1339. – Milano, 27. lipnja 1365.) zvani Osnivač bio je austrijski vojvoda od 1358. (a od 1359. nadvojvoda) do svoje smrti. Vladao je nad vojvodstvima Austrija, Koruška, Štajerska, od 1363. do 1365. nad grofovijom Tirol te od 1364. nad vojvodstvom Kranjska. On glasi kao dalekovidni i stvaralački političar, koji je koristio svaku priliku kako bi poboljšao stanje svojih zemalja na raznim područjima.